# Marco Boato
Marco Boato (Venècia, 27 de juliol de 1944) és un polític italià, que exerceix de copresident del Consell federal d'Europa Verda.
Va ser diputat de la Cambra dels Diputats d'Itàlia en cinc legislatures compreses entre 1979 i 2008, així com senador del Senat d'Itàlia entre 1987 i 1992. Antic membre del consell presidencial de la Federació dels Verds, també va ser membre del consell federal nacional del partit.

## Trajectòria
El 1969 va ser un dels fundadors, juntament amb Adriano Sofri, Paolo Sorbi, Mauro Rostagno, Guido Viale, Paolo Brogi i Giorgio Pietrostefani, del moviment polític comunista Lluita Continua.
Alineat amb el cristianisme progressista, l'any 1973 va ser un dels impulsors del moviment Cristians pel Socialisme. Posteriorment, es va unir a la Democràcia Proletària i al Partit Radical. Ha estat diputat i senador diverses vegades entre 1979 i 2008.
Té el rècord del discurs més llarg de la història de la Cambra dels Diputats italiana, pel discurs que va pronunciar l'any 1981 amb una durada de més de 18 hores i 5 minuts contra la pròrroga d'un any de detenció policial establerta per un decret llei de Francesco Cossiga.
Demandat pel jutge Guido Salvini per declaracions escandaloses, difamatòries i calumniosos contra ell durant el judici contra Sofri i altres antics militants de Lluita Continua, el 31 de gener de 2001 va ser declarat inviolable pel Senat d'acord amb l'article 68 de la Constitució italiana. Després, el 5 de febrer de 2003, la secció segona civil del Tribunal d'Apel·lació de Milà va impugnar aquesta declaració del Senat i la Cort Constitucional d'Itàlia la va anul·lar amb la sentència núm. 329 de 13 d'octubre de 2006.